# Final Fantasy VIII
Final Fantasy VIII (ファイナルファンタジーVIII Fainaru Fantajī Eito) er det ottende spil i Final Fantasy spilserien, og er udviklet af Square (nu Square Enix) til Sony's PlayStation og Microsoft's Windows-baserede computere.
Det var det andet Final Fantasy spil der udkom til den revolutionerende spillekonsol PlayStation, der med den nye memory card teknologi gjorde det muligt at gemme de ellers ufatteligt lange spil – eftersom spillet er over 4 cd'er og og minimum et par hundrede spilletimer, hvis alt skal med uden brug af diverse walkthroughs.
Fra Final Fantasy VII til Final Fantasy VIII skete der store forandringer på det grafiske område, og hvor FFVII mest af alt lignede legoklodser, præsterede producenten, det daværende Squaresoft (Square & Ubisoft), nu Square Enix (Square & Enix), at skabe et meget flottere og mere flydende spil med flere animationer, mere detaljerede karakterer og utroligt flotte cutscenes. Samtidig introducerede man DUAL SHOCK controllere, hvilket gav en helt ny indlevelse i spillet.

## Plot outline
Fra spillets bagside: (Oversættelse!) 
 "Et medlem af et elite militær team, Squall, bliver tvunget ind i en konflikt, der overgår enhver forstand. For at overleve må han kæmpe mod en desperat rival, en magtfuld troldkvinde og hans egne mystiske drømme."
Squall Leonhart er en indesluttet ung mand uden mange venner (egentlig kun to ved spillets start; hans instruktør, den kønne og intelligente Quistis Trepe og den yngre Zell Dincht.), han arbejder og bor på et SeeD akademi (en form for lejesoldatskole). Under en fest møder han Rinoa.